# St. Maria (Peesten)

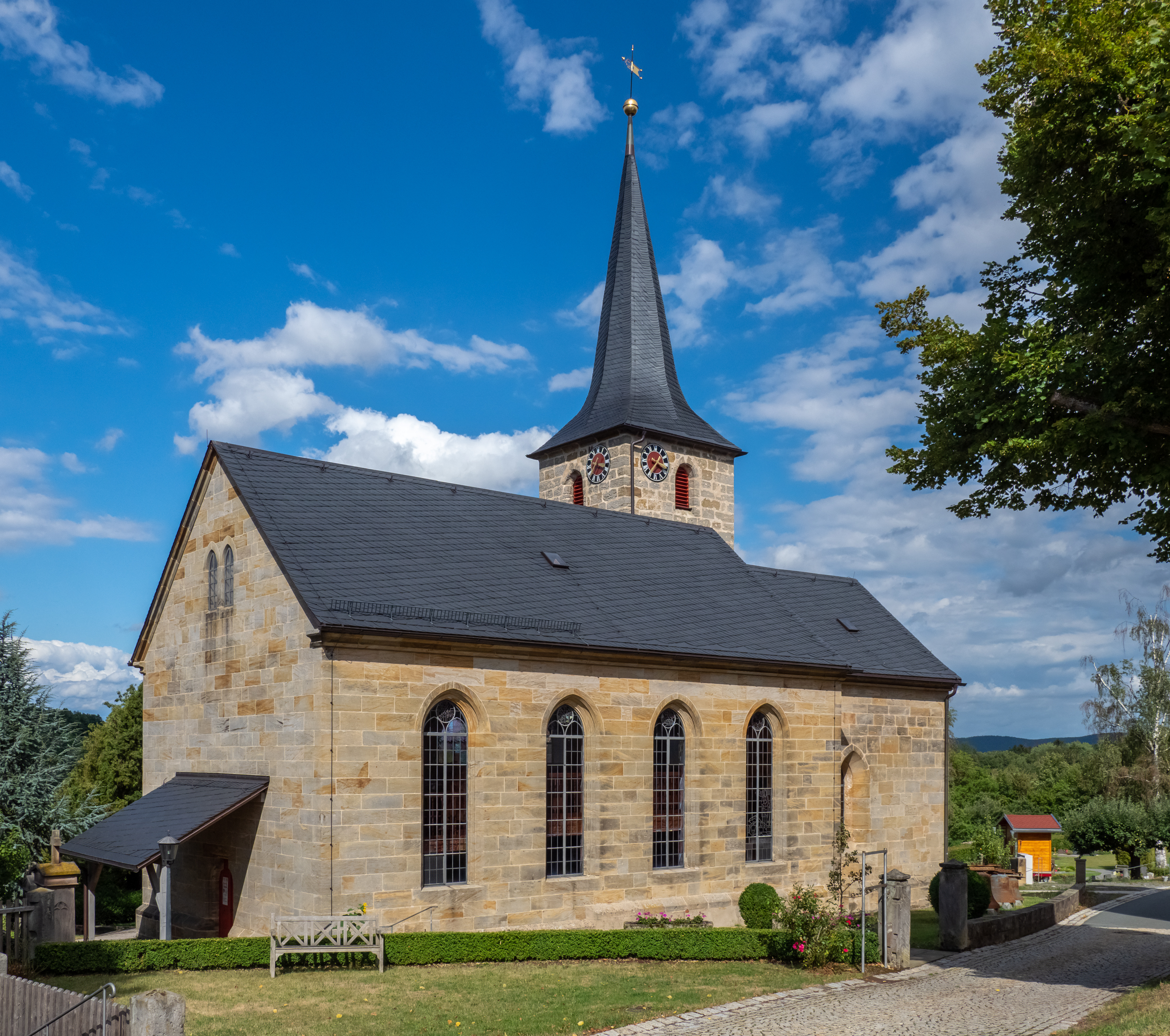
St. Maria in Peesten

Die denkmalgeschützte, evangelisch-lutherische Pfarrkirche St. Maria steht in Peesten, einem Gemeindeteil des Marktes Kasendorf im Landkreis Kulmbach (Oberfranken, Bayern). Die heutige Saalkirche entstand 1873. Die Kirchengemeinde gehört zum Dekanat Thurnau im Kirchenkreis Bayreuth der Evangelisch-Lutherischen Kirche in Bayern.

## Beschreibung
Der Vorgängerbau wurde zwischen 1328 und 1386 gebaut. Um 1500 wurde ein Chorturm angebaut. Die Kirche wurde zwar 1701 restauriert, wurde aber im Laufe der Zeit baufällig und deshalb 1873 abgebrochen. Innerhalb eines Jahres wurden ein neues Langhaus aus vier Jochen und ein eingezogener neuer Chor im Osten errichtet. Der Chorturm des Vorgängerbaus blieb als Chorflankenturm stehen. Er wurde aufgestockt, um die Turmuhr und den Glockenstuhl unterzubringen, und mit einem achtseitigen Knickhelm bedeckt. Die Kirchenglocken, die im Ersten und Zweiten Weltkrieg abgeliefert werden mussten, wurden 1949 durch drei Gussstahlglocken ersetzt, bis sie 2012 mit Bronzeglocken der Glocken- und Kunstgießerei Rincker ausgetauscht wurden. Im alten Chor, d. h. im Erdgeschoss des Chorturms wurde das Gewölbe beseitigt und der Raum erhöht. Die Kirchenausstattung wurde zum großen Teil aus der alten Kirche herübergerettet, z. B. das 1701 von Heinrich Andreas Lohe geschaffene Gemälde des Abendmahls, das sich am ehemaligen Kanzelaltar befand.